# Felice Garzilli
Felice Garzilli (Trani, 30 marzo 1958) è un ex calciatore italiano, di ruolo difensore.

## Carriera

### Giocatore
Cresciuto nel vivaio del Milan, non riesce ad esordire in prima squadra e vive una prima esperienza in prestito nel 1975 al Monteponi Iglesias allora militante in Serie D. Nel 1976 approda al Teramo in Serie C dove rimane per tre stagioni al termine delle quali approda alla Cremonese, società di cui diventa un'autentica bandiera militandovi dal 1979 al 1992 (eccetto una stagione in prestito alla Reggina) collezionando 358 presenze e 5 reti, di cui 72 presenze (e nessun gol) nei tre campionati di Serie A disputati. Nel 1992 si ritira dal calcio giocato.

## Palmarès
- Campionato italiano di Serie C1: 2

Cremonese: 1980-1981